# Schauenstein
Schauenstein är en stad i Landkreis Hof i Regierungsbezirk Oberfranken i förbundslandet Bayern i Tyskland.
Staden ingår i kommunalförbundet Schauenstein tillsammans med kommunen Leupoldsgrün.